# Алібі (фільм, 1937)
«Алібі» (фр. L'alibi) — французький фільм-детектив 1937 року, поставлений режисером П'єром Шеналем з Еріхом фон Штрогеймом та Луї Жуве в головних ролях.

## Синопсис
Зірка мюзик-холу Вінклер (Еріх фон Штрогейм), що виступає з телепатичним номером, вбиває свого головного ворога, чиказького гангстера на прізвисько Гордон (Філіпп Рішар). Він підкуповує танцівницю Елен (Жані Гольт), яка працює в його кабаре, щоб вона сказала поліції, ніби ніч убивства він провів з нею. Інспектор Кала (Луї Жуве) переконаний, що Вінклер винен, а Елен бреше. Він заманює дівчину в пастку, доручаючи своєму підопічному Андре Лорану (Альбер Прежан) спокусити її. Потім Лорана заарештовують за підозрою у вбивстві Гордона. Бажаючи врятувати коханого, Елен розкриває комісарові правду. Вінклер кінчає життя самогубством. Його асистентка стріляє в Елен, але та залишається живою. Лорану вдається переконати дівчину, що її кохання до нього взаємнє.

## У ролях
| • Еріх фон Штрогейм | … | Вінклер                  |
| • Альбер Прежан     | … | Андре Лоран              |
| • Луї Жуве          | … | комісар Кала             |
| • Жані Ольт         | … | Елен                     |
| • Марго Ліон        | … | Дані                     |
| • Фун-Сен           | … | асистентка Вінклера      |
| • Флоранс Марлі     | … | коханка Гордона          |
| • Женіа Ваурі       | … | танцівниця               |
| • Віра Флорі        | … | танцівниця               |
| • Мад Сіаме         | … | секретарка Кала          |
| • Роже Блен         | … | Кретц, помічник Вінклера |
| • Філіпп Рішар      | … | Гордон                   |
| • Макс Дальбан      | … | інспектор                |

## Знімальна група
- Автор сценарію — Марсель Ашар (сюжет), Жак Компанез, П'єр Шеналь, Герберт Ютке
- Режисер-постановник — П'єр Шеналь
- Продюсер — Фріц Бюшузер
- Оператор — Тед Палі
- Композитор — Жорж Орік, Жак Даллен
- Монтаж — Густаф Гайденгайм
- Художник-постановник — Ежен Лур'є, Серж Піменофф
- Звук — Ігор Калиновський